# Zvonko Živković
Pour les articles homonymes, voir Živković.
Zvonko Živković est un footballeur yougoslave né le 31 octobre 1959 à Belgrade. Il évoluait au poste d'attaquant.
Zvonko Živković a inscrit 17 buts en Division 2 sous les couleurs de Dijon et il a participé à la Coupe du monde 1982 avec l'équipe de Yougoslavie.

## Carrière
- 1977-1986 : Partizan Belgrade  Yougoslavie
- 1986-1987 : Benfica Lisbonne  Portugal
- 1987-1988 : Fortuna Düsseldorf  Allemagne
- 1988-1991 :  Cercle Dijon  France

## Palmarès
- 5 sélections et 2 buts en équipe de Yougoslavie entre 1982 et 1985
- Champion de Yougoslavie en 1983 et 1986 avec le Partizan Belgrade
- Champion du Portugal en 1987 avec le Benfica Lisbonne

## Source
- Marc Barreaud, Dictionnaire des footballeurs étrangers du championnat professionnel français (1932-1997), L'Harmattan, 1997.